# Rotaia a cuscino d'aria

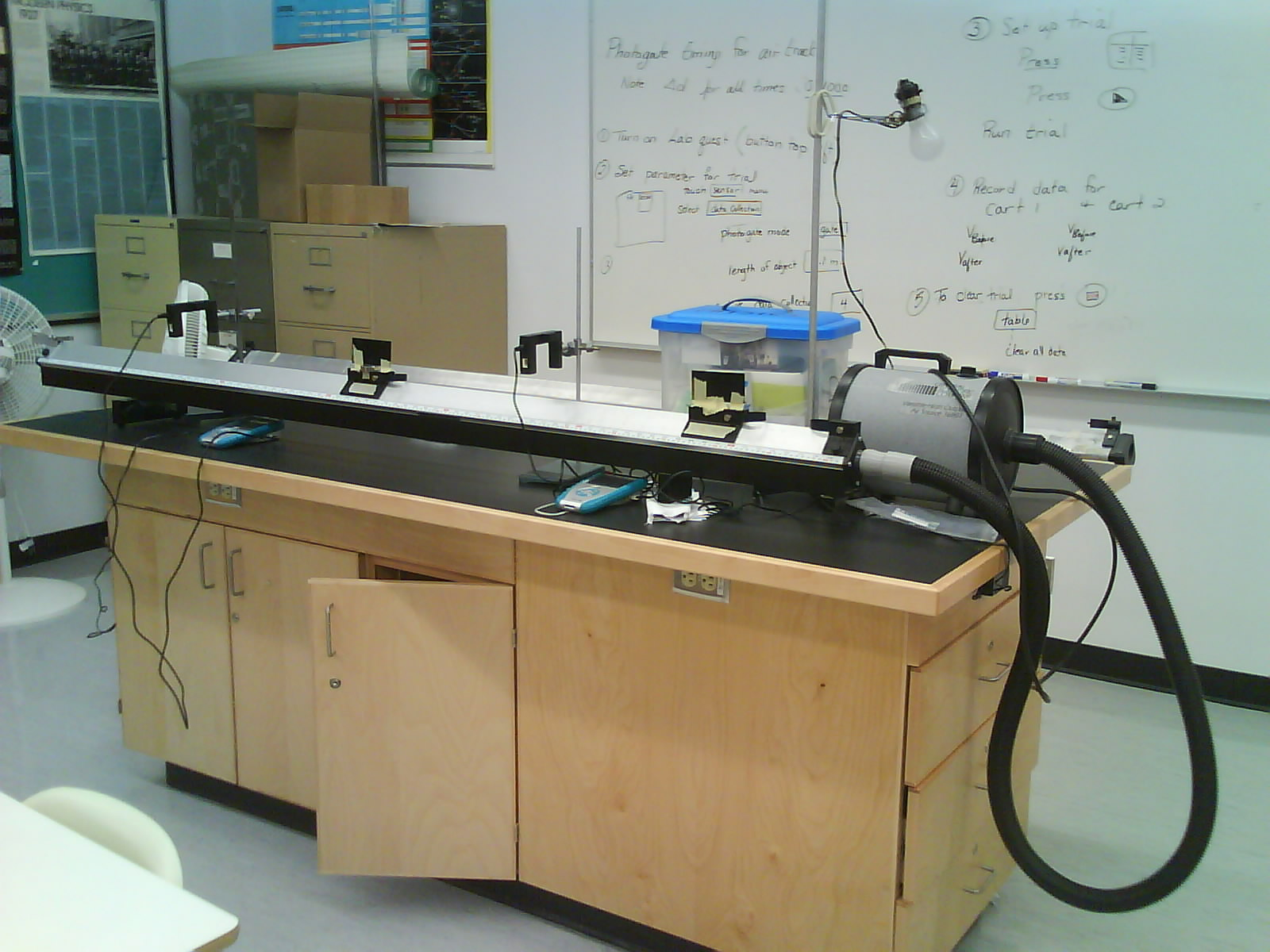
Una rotaia a cuscino d'aria

La rotaia a cuscino d'aria o guidovia a cuscino d'aria è uno strumento di laboratorio utilizzato allo scopo di rendere trascurabile l'attrito tra il corpo e il piano nello studio dei moti rettilineo uniforme o uniformemente accelerato.
Il moto rettilineo uniforme si riproduce applicando una forza iniziale al carrello, mentre per quello uniformemente accelerato generalmente si sfrutta la forza di attrazione gravitazionale della Terra, inclinando il piano o, sul piano orizzontale, facendo tirare il carrello da un pesetto posto in seguito ad una carrucola. In quest'ultimo caso la forza applicata, per il secondo principio della dinamica, sarà uguale alla massa del pesetto moltiplicata per l'accelerazione gravitazionale. Altrimenti, nel caso in cui la rotaia sia inclinata e non ci siano altre forze, la spinta sarà data dalla forza peso parallela al piano del carrello (massa per accelerazione gravitazionale per il seno dell'angolo compreso tra la rotaia e il piano orizzontale).
È stata ideata dal professore John Stull della Alfred University. 

## Meccanica
La rotaia è composta da un lungo tubo di metallo cavo all'interno del quale viene soffiata aria da un turboventilatore elettrico. L'aria soffiata all'interno del tubo esce da dei piccoli fori posti sulla parte superiore dello stesso, ad una pressione tanto elevata quanto la pressione iniziale erogata dal turboventilatore, e ha la funzione di sollevare di pochi millimetri un apposito corpo chiamato carrello o slitta posto sopra la guidovia, per farlo presumibilmente viaggiare senza attrito, che comunque è presente in un impercettibile valore. Gli unici attriti che rimangono sono quindi quello tra l'aria e il carrellino e quello di un'eventuale carrucola, tra la puleggia e la staffa, considerati comunque trascurabili.

## Raccolta dei dati
Nei modelli più sofisticati il carrello presenta sulla parte superiore un apposito oggetto ad incastro denominato diaframma, il quale, durante il suo percorso sulla guidovia, oscura progressivamente delle fotocellule presenti nelle 6 porte fotoelettriche situate sopra la guidovia (tramite un'asta graduata), le quali rilevano, con sensibilità al millesimo di secondo, il tempo che il diaframma impiega per coprire la distanza tra una fotocellula e l'altra. Il segnale di oscuramento di ogni fotocellula viene inviato ad un apposito macchinario chiamato interfaccia, il quale presenta otto luci (ognuna corrispondente ad una fotocellula), che si oscurano progressivamente al passaggio del diaframma. I dati raccolti possono poi essere inviati ad un computer, che grazie ad un apposito software li rende visualizzabili e realizza con i suddetti un grafico e una tabella che evidenziano il moto del carrello oppure si collegano alcuni cavi ad un cronometro digitale di una certa sensibilità che registra i dati presi dal fotosensore.
Conoscendo il tempo di percorso del carrello e la distanza tra ogni fotocellula è quindi possibile calcolare la velocità di quest'ultimo in caso di moto rettilineo uniforme e l'accelerazione in caso di moto rettilineo uniformemente accelerato.
In ambito scolastico è però più frequente trovare modelli in cui la rilevazione avviene tramite una punta montata sul carrello e collegata ad un generatore di impulsi elettrici, che ad intervalli regolari "spara" un puntino su una striscia di materiale apposito. La misurazione della distanza tra i punti viene fatta a mano e permette di calcolare velocità ed accelerazione del carrello.